# 2001 FK194
2001 FK194, também escrito como 2001 FK194, é um corpo celeste que está localizado no disco disperso, uma região do Sistema Solar. Ele possui uma magnitude absoluta de 8,9 e, tem um diâmetro estimado de cerca de 73 km.

## Descoberta
2001 FK194 foi descoberto no dia 22 de março de 2001.

## Órbita
A órbita de 2001 FK194 tem uma excentricidade de 0,633 e possui um semieixo maior de 76,325 UA. O seu periélio leva o mesmo a uma distância de 28,010 UA em relação ao Sol e seu afélio a 125 UA.